# Pernstein (Adelsgeschlecht)

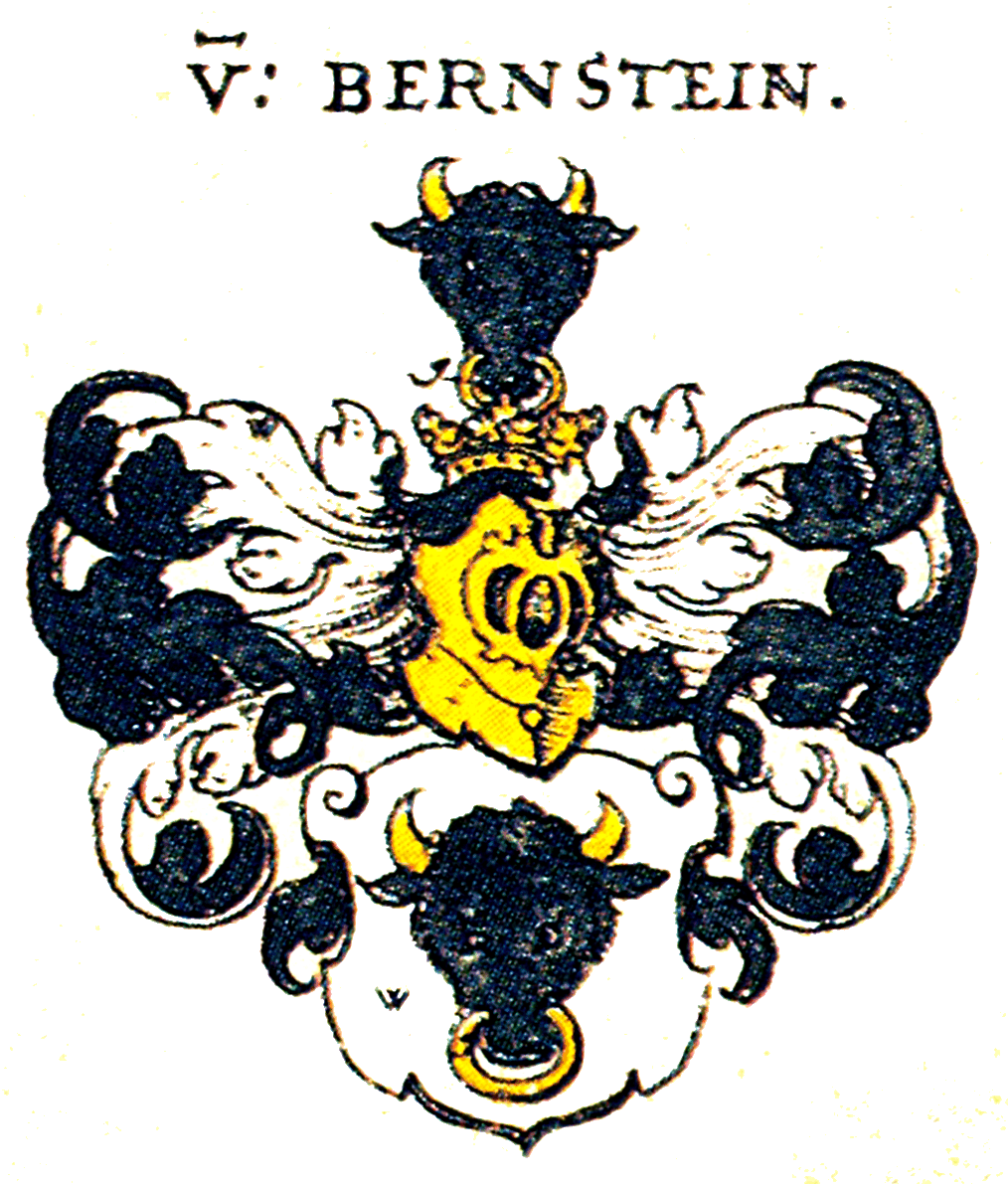
Wappen der Pernstein

Die Herren von Pernstein (tschechisch páni z Pernštejna, auch Pernštejnové) waren ein ursprünglich mährisches Adelsgeschlecht, das später auch in Böhmen Bedeutung erlangte. Mit Vratislav Eusebius erloschen die Pernsteiner 1631 im Mannesstamm. Ihr Name leitet sich von der Burg Pernstein ab.

## Familiensage und Wappen
Nach der Familiensage sollen die Pernsteiner von einem Köhler Věňav abstammen. Nachdem er einen wilden Auerochsen eingefangen hat, führte er diesen dem König vor und erlegte das Tier vor dem König mit einer Axt. Für diese tapfere Tat verlieh ihm der König ein Waldgebiet sowie ein Wappen, das einen Auerochsen mit einem Nasenring darstellt.
Beschreibung: In Silber ein schwarzer Kopf eines Auerochsen mit goldenem Nasenring und roter Zunge en face gestellt. Auf dem Wappen der Kopf wie im Schild über einem goldgekrönter Spangenhelm und die Helmdecken in silberschwarz.

## Geschichte
Der erste bekannte Vorfahre der späteren Herren von Pernstein war ein Stephan/Štěpán, dessen Prädikat „von Mödlau“ (z Medlova) von der südlich von Brünn liegenden Ortschaft Medlov (Mödlau) abgeleitet ist. Erstmals urkundlich erwähnt wurde er am 25. September 1208 in einer Urkunde des Olmützer Bischofs Robert, der ihm, einem Sohn Gothards („Stephano, viro nobili filio Gothardi“), die Dörfer Doubravník und Drahonín im Tausch gegen Tuřany und Petrovice übertrug. Das Original der Urkunde befindet sich im Brünner Stadtarchiv. Obwohl das angegebene Jahr 1208 manchmal angezweifelt wird, gilt die Urkunde als der älteste Beleg über die Herren von Mödlau und deren Nachkommen die Herren von Pernstein. Es ist möglich, dass Stephans in der erwähnten Urkunde genannter Vater Gothard (Hotart) in přemyslidischen Diensten stand und Ende des 12. Jahrhunderts im Gefolge des Herzogs Vladislav Heinrich nach Mähren kam.

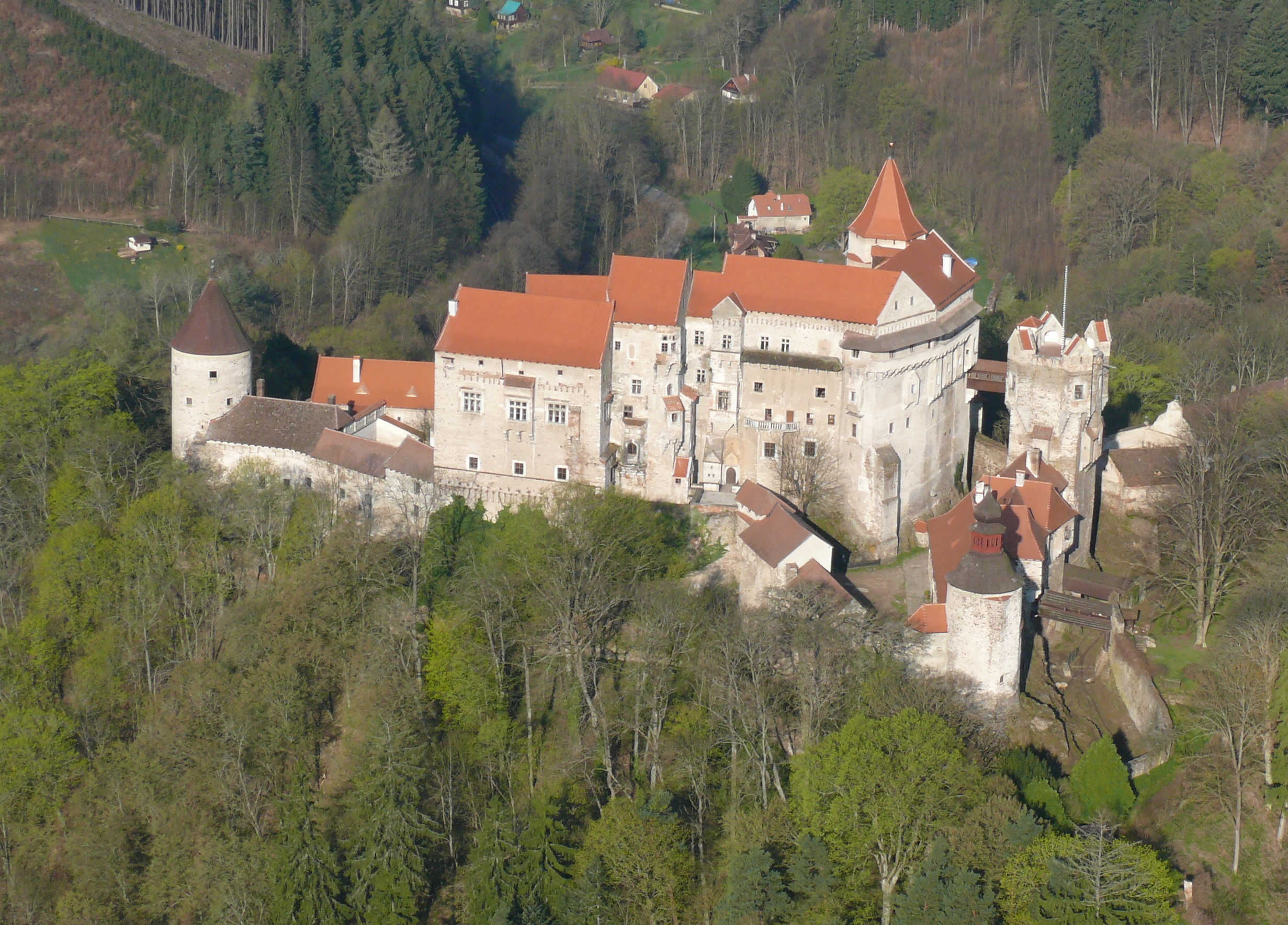
Burg Pernstein

Der 1208 erstmals urkundlich erwähnte Stephan/Štěpán war Anfang der 1220er Jahre königlicher Burggraf auf der südmährischen Burg Děvičky (Maidenburg). Er gilt als Begründer des Klosters in Doubravník und hatte damals die schon vermutlich volljährigen Söhne Adalbert/Vojtěch, Stephan II./Štěpán II. und Emmeram/Jimram, die sich ebenfalls „von Mödlau“ / „z Medlova“ nannten. Sie setzten die von ihrem Vater begonnene  Kolonisierung des Gebiets entlang der Schwarzach fort und errichteten die Burgen Pernstein, Auersperk, Zuberstein und Pysseletz. Die Namen der Burgen benutzten sie bzw. ihre Nachkommen als Namenszusätze.
Stephans/Štěpáns erstgeborener Sohn Adalbert/Vojtěch wurde, nachdem seine Frau früh verstarb, Mönch. 1239–1256 ist er als Propst des Klosters in Doubravník und Kanoniker von Olmütz belegt. Er benutzte auch die Namenszusätze de Lapide (z Kamene) und später de Zuberstein.
Stephans Enkel Philipp/Filip I. war Kämmerer von Mähren. Er hatte die Söhne Emmeram/Jimram II., Bohuslav, Philipp/Filip II. und Stephan IV., die sich ab dem Ende des 13. Jahrhunderts nach der bei Nedvedice liegenden Burg Pernstein „von Pernstein“ (z Pernštejna) nannten. Dieses Prädikat blieb durchgehend erhalten, auch wenn daneben noch andere benutzt wurden. So z. B. „von Jakubow“ (z Jakubova) oder „von Auersberg“ (z Aueršperku). Diese Namenszusätze leiteten sich von dem jeweiligen Wohnsitz bzw. dem Besitztum ab. Welchem Familienzweig der Rigaer Erzbischofs Friedrich von Pernstein entstammte, ist bisher nicht bekannt. Es ist möglich, dass er ein Sohn des Emmeram/Jimram I. war.
Emmeram/Jimram V. von Pernstein und die Brüder Emmeram/Jimram I. von Jakubow (z Jakubova) und Philipp/Filip II. von Jakubow und Pernstein waren in der zweiten Hälfte des 14. Jahrhunderts Beisitzer am mährischen Landgericht. Gegen Ende des 14. Jahrhunderts trat Emmerams/Jimrams V. Sohn Wilhelm I. von Pernstein in den Vordergrund, der 1421 Landeshauptmann von Mähren wurde. Sein gleichnamiger Enkel Wilhelm II. von Pernstein gehörte zu den bedeutendsten und einflussreichsten Adeligen Böhmens und Mährens. Mehrere Familienmitglieder schlossen sich der Religionspartei der Utraquisten an. Wilhelm II. konvertierte 1490 zum Katholizismus. Seine Söhne neigten wieder dem Utraquismus zu und hegten Sympathien für die Reformation.
Nachdem Böhmen 1526 an die Habsburger übergegangen war, bekleideten Wilhelms II. Söhne und Enkel hohe und höchste Landesämter in Böhmen und Mähren. Der spätere Oberstkanzler von Böhmen Vratislav von Pernstein hatte in seiner Jugend mit den Habsburgern ausgedehnte Reisen nach Spanien unternommen und die dortigen Hoftraditionen kennengelernt. Dies und seine Heirat mit der spanischen Adligen Maria Manrique de Lara trug zur Hispanisierung seiner Familie und seiner Nachkommen bei sowie zur Abkehr von der bis dahin geübten Toleranz in religiösen Fragen. Sowohl er als auch seine Nachkommen unterstützten gegenreformatorische Maßnahmen.
Zur Deckung ihres aufwändigen Lebensstils waren er und seine Nachkommen gezwungen, einen Großteil ihrer Ländereien zu verkaufen, was schließlich zur Verschuldung und zum Zerfall ihres Vermögens führte. Mit Vratislav Eusebius von Pernstein erlosch das Herrengeschlecht der Pernsteiner im Jahre 1631 im Mannesstamm.

## Besitzungen
Zu den Besitzungen der Pernsteiner gehörten zeitweise u. a. folgende Burgen, Städte und Herrschaften in Mähren und Böhmen: Auersperg, Brandeis, Bistritz, Frain, Fraunberg, Grafschaft Glatz, Helfenstein, Ingrowitz, Jakubov, Kojetín, Kralitz, Křižanov, Kunetitzer Berg, Landskron, Landsberg, Lititz, Leitomischl, Mährisch Weißkirchen, Messeritsch, Mödlau, Morawetz, Náchod, Neustadt a. d. Mettau, Pardubitz, Pernštejn, Pysseletz, Blumenau, Pottenstein, Prerau, Proßnitz, Reichenau, Rohrbach, Seelowitz, Skály, Tobitschau, Trebitsch, Wildenschwerdt, Zubstein